# Amerikaans Theater

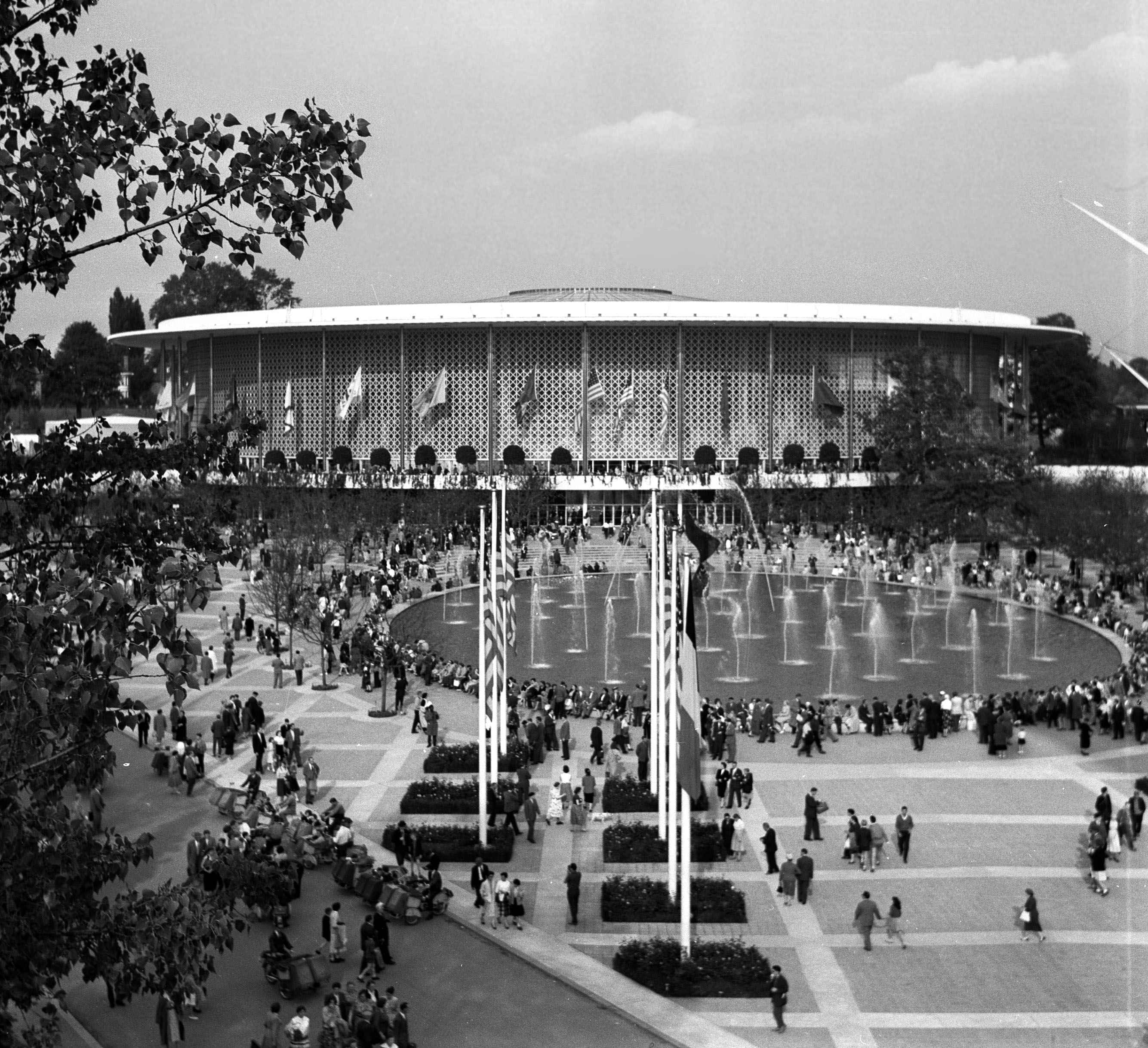
Amerikaans paviljoen in Expo 58

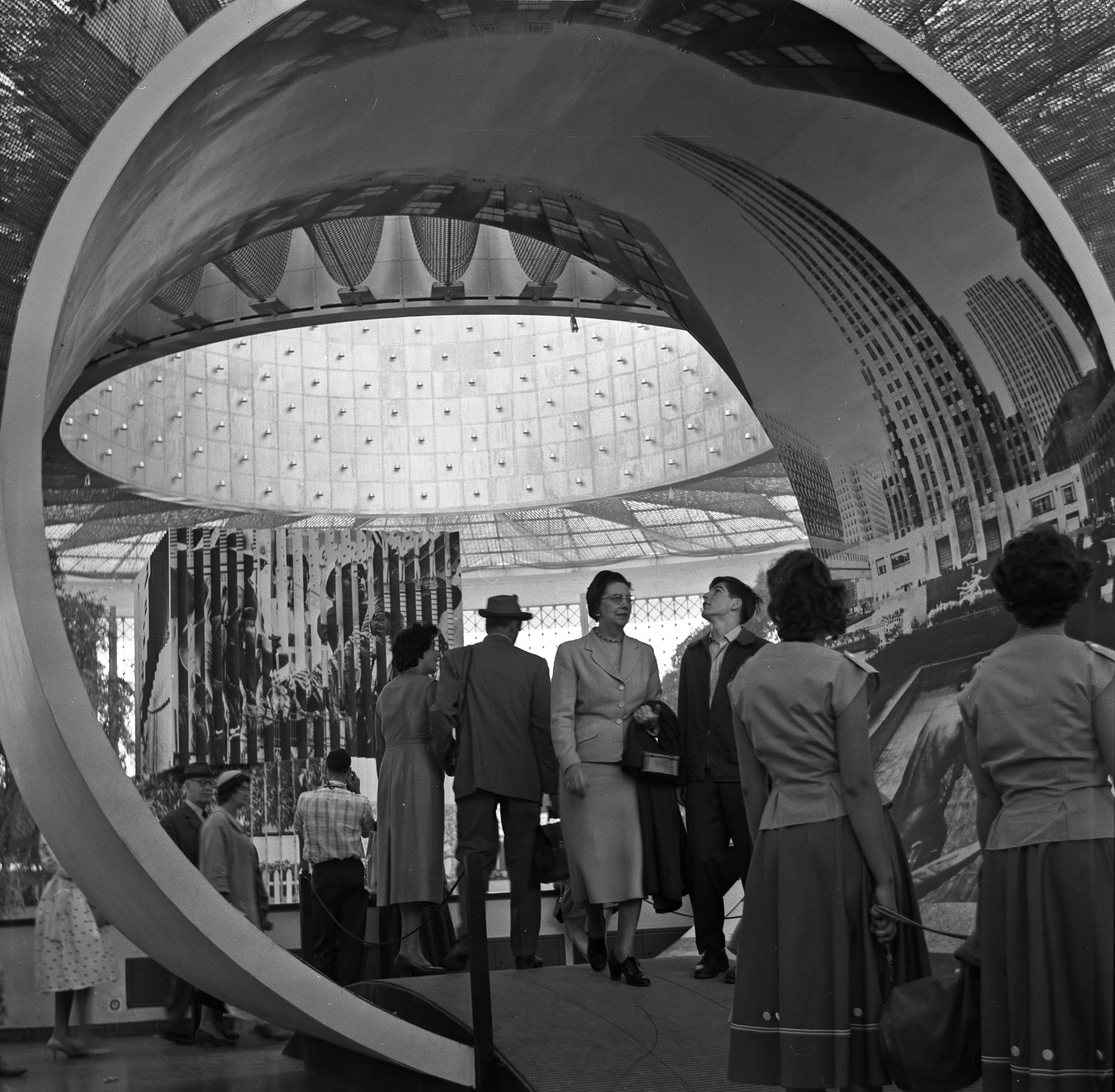
Binnen in het Amerikaans paviljoen

Het Amerikaans Theater is de naam die sinds 1958 werd gebruikt voor de studio's van de Vlaamse Radio- en Televisieomroeporganisatie op de Brusselse Heizel. Het complex is opgebouwd uit de restanten van het Amerikaans paviljoen van Expo 58, de wereldtentoonstelling van 1958 in Brussel. Gelegen in het Lakense Ossegempark op de hoek van de Madridlaan en de Dikkelindelaan. De VRT stopte pas in 2012 met uitzenden vanuit het gebouw. 
Het complex bestaat uit twee cirkelvormige gebouwen: een laag cirkelvormig gebouw met een diameter van 105 meter waarbinnen een ruim binnenplein met grasveld is aangelegd en een hoger cirkelvormig theatergebouw met een diameter van circa 50 meter met bovenop een hoger torengebouw, de toneeltoren.
Het gebouw werd meerdere malen aangepast aan nieuwe noden. In 2009 werd aan het Amerikaans Theater een stripmuur van De Kiekeboes geschilderd door Merho ingehuldigd.

## Wereldtentoonstelling
Gedurende de wereldtentoonstelling was het Amerikaans paviljoen van architect Edward Durell Stone een van de meer populaire bestemmingen. Voor de constructies werden vele bijnamen bedacht, van bonbonnière of roomtaart tot hoelahoep. Het betrof drie cilindrische gebouwen. Het hoofdgebouw bestond uit het huidige grote gebouw als sokkel met bovenop een eind 1958 afgebroken overspanning opgetrokken in glas en plastic, met een diameter van 105 meter en een hoogte van 26 meter. Het fietswieldak vormde een overkapping van 107 meter. De 41 toegangen maakten het gebouw bijzonder toegankelijk. In de grote ruimte was een centrale binnenvijver met metershoge bewegende fonteinen, rond hun eigen as draaiend. Een aantal bomen had men onder de overkapping laten staan.
In het hoofdgebouw van het paviljoen bevond zich onder meer een experimentele televisiestudio waar de eerste programma's werden opgenomen en uitgezonden voor kleurentelevisie. Er waren demonstraties rond kernenergie en automatisering (met onder meer de eerste computers, elektronische stemmachines en robotarmen), modeshows, indiaanse kunst, winkels met Amerikaanse producten, eetstandjes en restaurants met hotdogs, hamburgers, softijs, barbecue en filet americain, drankstandjes met bier uit blik, Pepsi en Coca-Cola.
De topattractie van het paviljoen was Circarama, een bioscoop in een apart cirkelvormig gebouw opgezet door Walt Disney waarbinnen met 11 projectoren 360° rond geprojecteerd werd op in een cirkel opgestelde schermen. De technologie, oorspronkelijk ontworpen voor Disneyland waar het systeem vanaf de opening van het park in 1955 gedemonstreerd werd, was voor het eerst buiten de Verenigde Staten te zien in Brussel. In Anaheim werd A Tour of the West vertoond, in Brussel debuteerde de nieuwe film America the Beautiful die vanaf 1960 ook in Disneyland werd vertoond.
In het theater met 1150 zitplaatsen waren de laatste snufjes ingebouwd. De zaal kon gebruikt worden voor toneel- en balletvoorstellingen, filmpremières en optredens. De Amerikaanse coördinatrice Jean Dalrymple slaagde er met een door de Amerikaanse overheid op het laatste moment nog sterk beperkt budget toch in vele Amerikaanse topacts te presenteren. Harry Belafonte, de eregast van het paviljoen, maar ook Benny Goodman en zijn orkest, Count Basie en Duke Ellington, Blanche Thebom, Leontyne Price, Yehudi Menuhin, Leon Fleisher en Ralph Kirkpatrick waren enkele van de sterren die er geboekt werden voor optredens. Balletvoorstellingen met Jerome Robbins en het American Ballet Theater, een musical van Leonard Bernstein, opera's van Gian Carlo Menotti en Carlisle Floyd en optredens van onder meer het Philadelphia Orchestra met Eugene Ormandy, een recital elke maandag, documentaire films, militaire bands, een reeks Great American Films, jazzcombo's... maakten van het U.S. Pavillion's Theater elke avond een enorme publiekstrekker.
Na de zes maanden lopende wereldtentoonstelling werd de overspanning afgebroken, evenals het gebouw van Circarama. De Amerikaanse overheid verkocht het paviljoen voor één dollar aan de Belgische staat.

## Televisiestudio
Na de wereldtentoonstelling stelde de overheid het gebouw ter beschikking aan het NIR-INR. Gaston Ariën werd ook aangezocht het theater korte tijd uit te baten. In juni 1959 werd er onder meer een televisieoptreden van Will Tura opgenomen. De eerste publieksopnames vonden plaats in oktober 1959. De eigenlijke huurovereenkomst, met de in 1960 opgerichte BRT zou van 1961 tot de zomer van 2012 lopen. Aanvankelijk ging het enkel om het theater met de toneeltoren, sinds 1985 werd ook het grotere gebouw, de rotonde gehuurd.
Voor de jonge BRT en de prille televisie in Vlaanderen was het gebouw van onschatbare waarde. Het nieuwe omroepcentrum aan de Reyerslaan diende nog gebouwd te worden en tot de beschikbaarheid van de studio's aldaar in 1968 was het Amerikaans Theater de enige grote publieksstudio.
In het Amerikaans Theater werd Vlaamse entertainmentgeschiedenis geschreven. Jan Theys, Walter Capiau, Luc Appermont en anderen presenteerden er talloze grote televisieshows. 100.000 of niets, de Wies Andersen Show, Voxpop, de Belgische finale Eurovisiesongfestival, later Canzonissima en Eurosong, Sterrenwacht, Pak de poen, de show van 1 miljoen, De Droomfabriek, meerdere seizoenen van Blokken werden er opgenomen, evenals recenter LUX, En daarmee basta!, Gebuisd, De Premiejagers of Goeie Vrijdag om maar enkele programma's te vermelden.
Televisieseries als Slisse & Cesar, De kolderbrigade en De Paradijsvogels werden er opgenomen met "levend publiek". The Rolling Stones werden er in 1964 geïnterviewd door Nonkel Bob en Tante Terry tijdens Tienerklanken.

## Radiostudio
Binnen Radio 2 is de gewestelijke omroep voor Vlaams-Brabant de jongste van de oproepen. Van de start in januari 1967 tot eind april 1995 was de radio gevestigd in het omroepgebouw aan het Flageyplein in Elsene. Toen dit gebouw gesloten werd voor een ingrijpende restauratie en vernieuwing verhuisden de redactie en de opnamestudio's van de radio naar het Amerikaans Theater. In 2000 werd besloten dat deze locatie meer permanent zou worden dan eerst aangenomen en werd in de rotonde plaats gemaakt voor nieuwe redactielokalen en nieuwe radiostudio's, met digitale technologie. Een van de studio's bood plaats aan een publiek van 120 personen. Deze intussen verouderde radiostudio's werden nog gebruikt tot 2012, waarna Omroep Vlaams-Brabant van Radio 2 verhuisde naar de kantoorgebouwen aan de achterzijde van het Leuvense stadhuis, een gebouw dat na de verhuis van de stadsadministratie naar een nieuw kantoor aan het Leuvense station ter beschikking staat. Ook het papieren archief van de omroep dat in de rotonde van het Amerikaans Theater was ondergebracht, ging toen naar Leuven. De inhoud van de VRT-opslagruimtes met oude decors en opnameapparatuur, museumstukken van de decorafdeling, heeft nog geen nieuwe bestemming gevonden in het licht van het nakend vertrek uit het Amerikaans Theater.

## Vertrek van de VRT
Het gebouw, dat was opgetrokken voor de duur van de wereldtentoonstelling, kende heel wat nadelen die gebruik gedurende meer dan 50 jaar in plaats van de oorspronkelijke zes maanden bemoeilijkten.
In 2010 vertoonde het gebouw vele barsten, was het bijzonder slecht geïsoleerd en was er bij de aanvang voortdurend oppompen van het grondwater nodig om de funderingen droog te houden. De onderhoudskosten wogen te zwaar in het VRT-budget.
Er waren plannen voor de heroriëntatie van de Heizelvlakte tot een kantorenpark, mogelijk met congrescentrum. Daarbij was zelfs even sprake van een afbraak van Mini-Europa en Océade, en van het Amerikaans Theater. Dit project werd evenwel niet verder uitgewerkt. Op 30 juni 2012 verliet de VRT voorgoed het Amerikaans Theater. Een slotshow op televisie op zaterdag 5 mei 2012, en het einde van de uitzendingen van Radio 2 Vlaams-Brabant op 30 mei 2012 waren de laatste publieke momenten. De programma's Blokken en De Premiejagers worden sinds dat jaar opgenomen in Videohouse in Vilvoorde. In afwachting van een meer permanente herbestemming verhuurde de federale overheid het Amerikaans Theater aan enkele vzw's verbonden aan de Stad Brussel. In 2022 werd er gesproken om van het gebouw een "culturele pool" te maken van de Vlaamse Overheid.